# WDF-Saison 2020
Die WDF-Saison 2020 beschreibt die Gesamtheit aller vom Darts-Weltverband World Darts Federation sanktionierten Turniere im Kalenderjahr 2020. Der WDF-Kalender war in diesem Jahr von mehreren umfangreichen Änderungen betroffen. Dazu zählten die Einführung eines neuen Punktesystems für die Weltrangliste, die Liquidation des britischen Dartverbandes British Darts Organisation (BDO) und die grassierende COVID-19-Pandemie, welche letztendlich für ein komplettes Aussetzen des Ranglistenturnierbetriebes sorgte. Von insgesamt über 130 geplanten Turnieren konnten letztendlich nur circa 20 stattfinden.

## Verlauf
Erste Jugend-Turniere des Jahres 2020 wurden im russischen Ischewsk und im australischen Belmont ausgetragen. Am 13. Januar 2020 teilte die WDF daraufhin mit, dass sie aktuell an einer Anpassung des Ranglistensystems arbeiten würden. Demnach würden Turniere ab sofort in die Kategorien „Gold“, „Silber“, und „Bronze“ eingeteilt werden. Am 17. Januar 2020 wurde dieses Ranglistensystem dann endgültig vorgestellt und zusätzlich die Ausrichtung zwei neuer Major-Turniere angekündigt. Unter anderem sollte ein Turnier in der Art des bereits von der BDO ausgetragenen World Masters etabliert werden. Zum anderen beabsichtigte man die Austragung einer eigenen World Professional Darts Championship. Die Einteilung von WDF-Turnieren in die Kategorien „Gold“, „Silber“ und „Bronze“ wurden bestätigt. Zusätzlich wurde eine weitere Kategorie namens „Platin“ vorgestellt, welche für die Major-Events gelten sollte. Die erspielten Weltranglistenpunkte des Jahres 2019 wurden in die neuen Kategorien umgewandelt. Alle europäischen Turniere, welche vorher in den Kategorien „Major“ oder „1“ ausgetragen wurden, galten fortan als „Silber“-Turniere. Alle Turniere der Kategorien „2“ oder „3“ wurden als „Bronze“-Turniere gewertet. Turniere im Rest der Welt wurden in Absprache mit dem nationalen Verband umgewandelt. Außerdem wurden die WDF Regional Tables neu vorgestellt.
Das erste Turnier, welches offiziell nach diesen neuen Regeln gespielt wurde, war das Silber-Turnier Las Vegas Open am 18. Januar 2020, das von Chris Lim und Paula Murphy gewonnen wurde. Mit den Dutch Open wurde am 1. und 2. Februar erstmals ein Platin-Turnier ausgetragen, an dem nahezu 6.000 Spieler teilgenommen haben. Eine Zahl, die aber zumindest für die Dutch Open nicht unüblich ist. Sieger in den Einzelwettbewerben wurden hier Ross Montgomery und Aileen de Graaf. Kurz darauf fand mit den Scottish Open das erste Gold-Turnier statt, dass von Beau Greaves und Jim Williams gewonnen wurde.
Eine erste Turnierabsage gab es Ende Februar für die United International Open (West Fries) in den Niederlanden.
Die erste Absage, welche aufgrund der COVID-19-Pandemie getroffen wurde, war die der German Open bzw. des German Masters. Dies geht aus dem offiziellen Statement hervor, welches die WDF am 14. März 2020 veröffentlichte. In Australien und Nordamerika, sowie auf der Isle of Man, wurden daraufhin noch Turniere gespielt, bevor der Turnierplan Mitte März komplett zum Erliegen kam. In einem ersten Update vom 31. März 2020 wurde schließlich die Absage mehrerer Turniere bekanntgegeben. Einige weitere Turniere wurden zunächst noch verschoben. In einem Statement vom 6. August 2020 teilte die WDF mit, dass die Ranglistenpunkte aus dem Jahr 2020 bis zur ersten Austragung der WDF World Masters bzw. des WDF World Darts Championship erhalten bleiben werden.
Das finale Punktesystem wurde schließlich am 15. September 2020 veröffentlicht. In diesem wurden die Turniere für die Zukunft einzelnen Turnierklassen zugeteilt.
Am 17. Oktober 2020 wurde eine weitere Mitteilung dazu herausgegeben, in der mehrere Turniere auch schon für 2021 abgesagt wurden. Als Ersatz für dieses Turnier wurde schließlich im Oktober der WDF Virtual Cup ausgetragen, welcher über das Internet per Videocam gespielt wurde. In Ungarn fanden kurz darauf wieder Turniere in Präsenz statt, welche aber aufgrund der internationalen pandemischen Maßnahmen außerhalb der Punktewertung stattfanden.
Insgesamt errang die Russin Ksenia Klochek die meisten Siege in diesem Jahr. Bei insgesamt vier Turnieren im Mädchenbereich war sie erfolgreich. Im Seniorenbereich haben sowohl der Kanadier David Cameron als auch die Australierin Tori Kewish je drei Turniere für sich entschieden.

## Punkte
Erstmals wurde bei der WDF das neue Ranglisstensystem verwendet. Demnach wurden je nach Turnierklasse folgende Punkte an die Spieler und Spielerinnen vergeben:
| Erreichte Runde | Major | Platin | Gold | Silber | Bronze |
| --------------- | ----- | ------ | ---- | ------ | ------ |
| Sieg            | 270   | 270    | 180  | 90     | 45     |
| Finale          | 167   | 167    | 111  | 56     | 28     |
| Halbfinale      | 103   | 103    | 68   | 34     | 17     |
| Viertelfinale   | 64    | 64     | 43   | 21     | 11     |
| Achtelfinale    | 39    | 39     | 26   | 13     | 6      |
| Letzte 32       | 26    | 26     | 17   | 9      |        |
| Letzte 64       | 13    | 13     | 9    |        |        |

## Herren
| Turnierklasse | Turnier                       | Datum      | Austragungsort | Sieger              | Ergebnis | Finalist                |
| ------------- | ----------------------------- | ---------- | -------------- | ------------------- | -------- | ----------------------- |
| Silber        | Nodor Las Vegas Open          | 18.01.2020 | Las Vegas      | Chris Lim           | 6 : 4    | Danny Baggish           |
| Silber        | Romanian Classic              | 25.01.2020 | Bukarest       | Wayne Warren        | 6 : 3    | Martin Marti Santamaria |
| Silber        | K-W Tri City Open             | 25.01.2020 | Waterloo       | Matt Campbell       | 5 : 2    | Keifer Durham           |
| Bronze        | Victorian Classic             | 26.01.2020 | Morwell        | Aaron Morrison      | 8 : 7    | Clinton Bridge          |
| Silber        | Romanian Open                 | 26.01.2020 | Bukarest       | Nick Kenny          | 6 : 4    | László Kádár            |
| Bronze        | Reykjavík International Games | 26.01.2020 | Reykjavík      | Paul Arni Petursson | 7 : 4    | Fridrik Diego           |
| Bronze        | Snoflake Open                 | 26.01.2020 | Edmonton       | Jim Edwards         | ? : ?    | Ken MacNeil             |
| Platin        | Dutch Open                    | 02.02.2020 | Assen          | Ross Montgomery     | 3 : 1    | Brian Raman             |
| Bronze        | Québec Open                   | 08.02.2020 | Drummondville  | David Cameron       | ? : ?    | Keifer Durham           |
| Bronze        | Camellia Classic              | 08.02.2020 | Sacramento     | Leonard Gates       | ? : ?    | Joe Chaney              |
| Nicht gerankt | Canterbury Classic            | 09.02.2020 | Christchurch   | Darren Herewini     | 6 : 4    | Tukina Weko             |
| Nicht gerankt | Syracuse Open                 | 15.02.2020 | Liverpool      | Gary Mawson         | ? : ?    | Keifer Durham           |
| Gold          | Scottish Open                 | 16.02.2020 | Renfrew        | Jim Williams        | 6 : 2    | Steve Hine              |
| Silber        | Slovak Masters                | 22.02.2020 | Šamorín        | Wayne Warren        | 6 : 5    | David Evans             |
| Nicht gerankt | Port City Open USA            | 22.02.2020 | Portland       | David Cameron       | 4 : 3    | Chris Evans             |
| Silber        | Slovak Open                   | 23.02.2020 | Šamorín        | Chris Landman       | 6 : 1    | Sebastian Steyer        |
| Bronze        | Halifax Open                  | 07.03.2020 | Bedford        | Nick Smith          | ? : ?    | Rod Snow                |
| Bronze        | Newcastle Classic             | 08.03.2020 | Newcastle      | Justin Thompson     | ? : ?    | Steve Kewish            |
| Silber        | Greater Vancouver Open        | 08.03.2020 | Richmond       | Rory Hansen         | ? : ?    | Sean Smyth              |
| Bronze        | West Coast Classic            | 15.03.2020 | Belmont        | Peter Machin        | 6 : 3    | David Platt             |
| Nicht gerankt | Isle of Man Classic           | 15.03.2020 | Douglas        | Cameron Menzies     | 4 : 0    | Jason Heaver            |
| Silber        | Isle of Man Open              | 15.03.2020 | Douglas        | Mike Warburton      | 5 : 2    | Martin Adams            |
| Bronze        | Hub City Open                 | 15.03.2020 | Shediac        | David Cameron       | ? : ?    | Robert Piercy           |
| Nicht gerankt | Hungarian Classic             | 31.10.2020 | Budapest       | Rajmund Papp        | 7 : 4    | Csaba Helfrich          |
| Nicht gerankt | Hungarian Masters             | 01.11.2020 | Budapest       | Gábor Takács        | 7 : 6    | Rajmund Papp            |

## Damen
| Turnierklasse | Turnier                       | Datum      | Austragungsort | Sieger                 | Ergebnis | Finalist                      |
| ------------- | ----------------------------- | ---------- | -------------- | ---------------------- | -------- | ----------------------------- |
| Silber        | Nodor Las Vegas Open          | 18.01.2020 | Las Vegas      | Paula Murphy           | 5 : 0    | Kelly Meares                  |
| Silber        | Romanian Classic              | 25.01.2020 | Bukarest       | Amanda Harwood         | 5 : 1    | Marjolein Noijens             |
| Silber        | K-W Tri City Open             | 25.01.2020 | Waterloo       | Darlene Van Sleeuwen   | 4 : 1    | Patricia Farrell              |
| Bronze        | Victorian Classic             | 26.01.2020 | Morwell        | Tori Kewish            | 6 : 1    | Joanne Hadley                 |
| Silber        | Romanian Open                 | 26.01.2020 | Bukarest       | Deta Hedman            | 5 : 2    | Anca Zijlstra                 |
| Bronze        | Reykjavík International Games | 26.01.2020 | Reykjavík      | Ingibjorg Magnusdottir | 7 : 2    | Maria Steinunn Johannesdottir |
| Bronze        | Snoflake Open                 | 26.01.2020 | Edmonton       | Crystal Chiasson       | ? : ?    | Terril Chappell               |
| Platin        | Dutch Open                    | 02.02.2020 | Assen          | Aileen de Graaf        | 5 : 2    | Anca Zijlstra                 |
| Bronze        | Québec Open                   | 08.02.2020 | Drummondville  | Samantha Gibbons       | ? : ?    | Darlene Van Sleeuwen          |
| Bronze        | Camellia Classic              | 08.02.2020 | Sacramento     | Teresa Quan            | ? : ?    | Stacey Pace                   |
| Nicht gerankt | Canterbury Classic            | 09.02.2020 | Christchurch   | Wendy Harper           | 5 : 3    | Desi Mercer                   |
| Nicht gerankt | Syracuse Open                 | 15.02.2020 | Liverpool      | Paula Murphy           | ? : ?    | Debbie Ivey                   |
| Gold          | Scottish Open                 | 16.02.2020 | Renfrew        | Beau Greaves           | 5 : 2    | Fallon Sherrock               |
| Silber        | Slovak Masters                | 22.02.2020 | Šamorín        | Maria O’Brien          | 5 : 4    | Deta Hedman                   |
| Nicht gerankt | Port City Open USA            | 22.02.2020 | Portland       | Stacey Pace            | 4 : 3    | Cali West                     |
| Silber        | Slovak Open                   | 23.02.2020 | Šamorín        | Lorraine Winstanley    | 5 : 4    | Laura Turner                  |
| Bronze        | Halifax Open                  | 07.03.2020 | Bedford        | Patricia Farrell       | ? : ?    | Karrah Boutilier              |
| Bronze        | Newcastle Classic             | 08.03.2020 | Newcastle      | Tori Kewish            | ? : ?    | Leanne Clegg                  |
| Silber        | Greater Vancouver Open        | 08.03.2020 | Richmond       | Carole Herriott        | ? : ?    | Roxanne Van Tassel            |
| Bronze        | West Coast Classic            | 15.03.2020 | Belmont        | Tori Kewish            | 6 : 4    | Dot McLeod                    |
| Nicht gerankt | Isle of Man Classic           | 15.03.2020 | Douglas        | Fallon Sherrock        | 4 : 2    | Beau Greaves                  |
| Silber        | Isle of Man Open              | 15.03.2020 | Douglas        | Fallon Sherrock        | 4 : 2    | Beau Greaves                  |
| Bronze        | Hub City Open                 | 15.03.2020 | Shediac        | Karrah Boutilier       | ? : ?    | Danna Foster                  |
| Nicht gerankt | Hungarian Classic             | 31.10.2020 | Budapest       | Veronika Ihász         | 6 : 1    | Eva Nemeth                    |
| Nicht gerankt | Hungarian Masters             | 01.11.2020 | Budapest       | Veronika Ihász         | 6 : 1    | Eva Nemeth                    |

## Jungen
| Turnierklasse | Turnier                | Datum      | Austragungsort | Sieger            | Ergebnis | Finalist              |
| ------------- | ---------------------- | ---------- | -------------- | ----------------- | -------- | --------------------- |
| Nicht gerankt | Izhevsk Open           | 04.01.2020 | Ischewsk       | Alexander Ozerov  | ? : ?    | Egor Mitryukov        |
| Nicht gerankt | Young Stars of Darts   | 05.01.2020 | Ischewsk       | Timur Tuchvatulin | ? : ?    | Vladislav Kolomiychuk |
| Nicht gerankt | Pacific Masters        | 08.01.2020 | Belmont        | Bailey Marsh      | ? : ?    | Tyrell Coppini        |
| Nicht gerankt | Snoflake Open          | 26.01.2020 | Edmonton       | Jaxson Danis      | ? : ?    | Nathan Osmond         |
| Nicht gerankt | Dutch Open             | 02.02.2020 | Assen          | Mark Tabak        | 4 : 1    | Marcel Bus            |
| Nicht gerankt | Camellia Classic       | 08.02.2020 | Sacramento     | Ben Knight-Moreau | ? : ?    | Nick Larkin           |
| Nicht gerankt | Slovak Masters         | 22.02.2020 | Šamorín        | Péter Gévai       | ? : ?    | Rajmund Papp          |
| Nicht gerankt | Port City Open USA     | 22.02.2020 | Portland       | PJ Stewart-Jnr    | ? : ?    | Kaden Anderson        |
| Nicht gerankt | Slovak Open            | 23.02.2020 | Šamorín        | James Beeton      | ? : ?    | Péter Gévai           |
| Nicht gerankt | Greater Vancouver Open | 07.03.2020 | Richmond       | Jayden Chiasson   | ? : ?    | Blake MacDonald       |
| Nicht gerankt | Newcastle Classic      | 08.03.2020 | Newcastle      | Tyson Stow        | ? : ?    | Marcus Beavan         |
| Nicht gerankt | West Coast Classic     | 14.03.2020 | Belmont        | Bailey Marsh      | ? : ?    | Mitchell Beswick      |
| Nicht gerankt | Isle of Man Masters    | 15.03.2020 | Douglas        | Luke Littler      | ? : ?    | Charlie Manby         |
| Nicht gerankt | Hungarian Classic      | 31.10.2020 | Budapest       | Botond Kotlar     | 5 : 1    | Almos Kovacs          |
| Nicht gerankt | Hungarian Masters      | 01.11.2020 | Budapest       | David Balogh      | 5 : 3    | Péter Kelemen         |

## Mädchen
| Turnierklasse | Turnier                | Datum      | Austragungsort | Sieger            | Ergebnis | Finalist            |
| ------------- | ---------------------- | ---------- | -------------- | ----------------- | -------- | ------------------- |
| Nicht gerankt | Izhevsk Open           | 04.01.2020 | Ischewsk       | Ksenia Klochek    | ? : ?    | Viktoria Dyachenko  |
| Nicht gerankt | Young Stars of Darts   | 05.01.2020 | Ischewsk       | Ksenia Klochek    | ? : ?    | Aleksandra Zemtsova |
| Nicht gerankt | Pacific Masters        | 08.01.2020 | Belmont        | Faith Kainuku     | ? : ?    | Abbey Morrison      |
| Nicht gerankt | Snoflake Open          | 26.01.2020 | Edmonton       | Kylie Chapman     | ? : ?    | Bryann Cormier      |
| Nicht gerankt | Dutch Open             | 02.02.2020 | Assen          | Lerena Rietbergen | 3 : 1    | Layla Brussel       |
| Nicht gerankt | Slovak Masters         | 22.02.2020 | Šamorín        | Ksenia Klochek    | ? : ?    | Tamara Kovács       |
| Nicht gerankt | Port City Open USA     | 22.02.2020 | Portland       | Aaja Jalbert      | ? : ?    | Kenzie Anderson     |
| Nicht gerankt | Slovak Open            | 23.02.2020 | Šamorín        | Ksenia Klochek    | ? : ?    | Tamara Kovács       |
| Nicht gerankt | Greater Vancouver Open | 07.03.2020 | Richmond       | Lacey MacDonald   | ? : ?    | Samantha Ponak      |
| Nicht gerankt | Newcastle Classic      | 08.03.2020 | Newcastle      | Gemma Spence      | ? : ?    | Kiara Jackson       |
| Nicht gerankt | West Coast Classic     | 14.03.2020 | Belmont        | Abbey Morrison    | ? : ?    | Lillian Zdun        |